# Karácsonyi hadgyakorlat
A Karácsonyi hadgyakorlat (eredeti cím: Operation Christmas Drop) 2020-ban bemutatott amerikai romantikus film, karácsonyi témájú vígjáték, melyet Martin Wood rendezett Gregg Rossen és Brian Sawyer forgatókönyvéből. A főszereplők Kat Graham és Alexander Ludwig.
A filmet 2020. november 5-én mutatták be a Netflixen.

## Szereplők
| Szerep                                | Színész          | Magyar hang        |
| ------------------------------------- | ---------------- | ------------------ |
| Erica Miller                          | Kat Graham       | Bogdányi Titanilla |
| Andrew Jantz százados                 | Alexander Ludwig | Gacsal Ádám        |
| Angie Bradford kongresszusi képviselő | Virginia Madsen  | Kovács Nóra        |
| Joker                                 | Trezzo Mahoro    | Baráth István      |
| Sunshine                              | Bethany Brown    | Dobó Enikő         |
| Travis                                | Rohan Campbell   | Csiby Gergely      |
| Hatcher tábornok                      | Jeff Joseph      | Rába Roland        |
| Sally                                 | Aliza Vellani    | Ágoston Katalin    |
| Sampson polgármester                  | Aaron Douglas    | Háda János         |

## Gyártás
2019 májusában arról számoltak be, hogy Kat Graham és Alexander Ludwig lesznek a főszereplői a Karácsonyi hadgyakorlatnak, amit Gregg Rossen és Brian Sawyer írtak. A film gyártása az Amerikai Egyesült Államok területén található Guamban zajlott. Ez az egyik első Guamban forgatott film, amely széles körben elterjedt.

## Megjelenés
A Karácsonyi hadgyakorlat 2020. november 5-én jelent meg a Netflixen.